# IFK Norrköping (ishockey)
IFK Norrköping  spelade i Sveriges högsta division i ishockey säsongerna 1950/1951 och 1955/1956. 1967 slogs verksamheten samman med ishockeysektionen i IK Sleipner till IK Vita Hästen.